# 拉杰·库马尔 (1962年)
拉杰·库马尔（英語：Raj Kumar，1962年6月8日—），印度外交官，曾任印度驻墨尔本总领事、印度驻贾拉拉巴德总领事、印度驻汉班托塔总领事等职务。

## 经历
拉杰·库马尔出生于1962年6月8日。他毕业于德里大学，获得商业学士学位。
曾在新德里的外交部以及印度在利比亚、马来西亚、肯尼亚、英国、尼日利亚、巴拿马、斯里兰卡和阿富汗贾拉拉巴德的外交使团中担任不同职务。他的外交任务包括处理政治、商业、领事和文化事务。在驻外期间，他曾担任印度驻尼日利亚高级专员公署办公室主任，印度驻巴拿马大使馆临时代办，以及印度驻斯里兰卡汉班托塔总领事（2014年8月13日至2016年11月18日）和印度驻阿富汗贾拉拉巴德总领事。
2019年至2022年，任印度駐墨爾本總領事。

## 個人生活
库马尔热爱旅行、听音乐和看电影。